# 詹姆斯·梅纳德
詹姆斯·梅纳德（英語：James Maynard，1987年6月10日—），英国数学家，牛津大学教授，主要解析数论领域的研究，尤其专长于素数研究。2022年菲尔兹奖得主。

## 生平
梅纳德毕业于剑桥大学王后学院，获学士与硕士学位。后赴牛津大学贝利奥尔学院深造，师从罗杰·希斯-布朗，2013年获博士学位。毕业后，曾在牛津大学、加拿大蒙特利尔大学等地从事博士后研究。2017年起任牛津大学研究教授，同时出任牛津大学圣约翰学院研究员。
梅纳德曾获得过SASTRA拉马努金奖（2014年）、怀海特奖（2015年）、欧洲数学学会奖（2016年）、柯尔数论奖（2020年）等诸多奖项。2022年获得菲尔兹奖。

## 研究
2013年，梅纳德用一种新方法证明了张益唐素数定理并大幅改进了其结果，证明了存在无穷多对间隙小于600的素数对，即
{\displaystyle \liminf _{n\to \infty }\left(p_{n+1}-p_{n}\right)\leq 600.}
2014年8月，他证明了埃尔德什·帕尔关于素数间隙的猜想，即对于任意大的常数{\displaystyle c}，都存在无穷多正整数{\displaystyle n}，使素数间隙{\displaystyle g_{n}=p_{n+1}-p_{n}}（其中{\displaystyle p_{n}}表示第{\displaystyle n}个素数）满足
{\displaystyle g_{n}>{\frac {c\ \log n\ \log \log n\ \log \log \log \log n}{(\log \log \log n)^{2}}}.}
2019年，他与迪米特里斯·库库洛普洛斯（Dimitris Koukoulopoulos）一同证明了达芬-谢弗猜想。